# Håjum

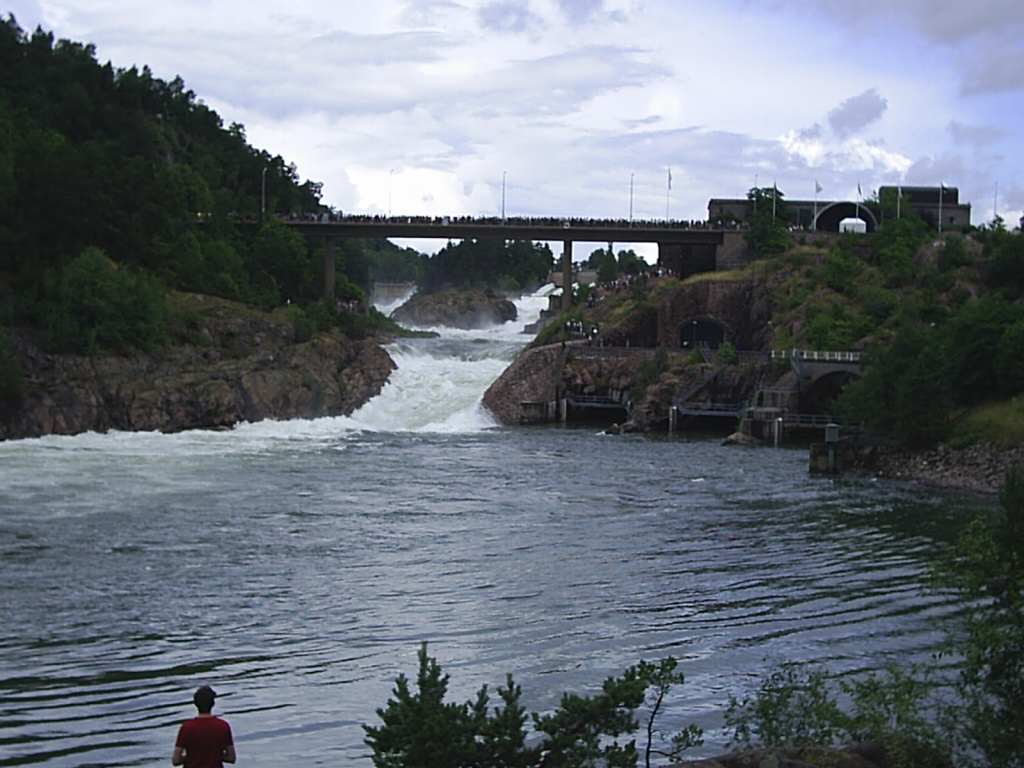
Vodní elektrárna Håjum

Vodní elektrárna Håjum je jednou ze dvou vodních elektráren v Trollhättanu ve Švédsku. Je až druhou postavenou, první byla vodní elektrárna Olidan. První dvě turbíny byly dány do provozu v roce 1938 a třetí v roce 1992. První dvě jsou o výkonu 50 MW a třetí o výkonu 70 MW.